# Mosta FC
Mosta Football Club (obecně známý jako Mosta) je maltský fotbalový klub sídlící v Mostě. Soutěží v Maltese Premier League, nejvyšší úrovni maltského fotbalu.